# Serves-sur-Rhône
Serves-sur-Rhône är en kommun i departementet Drôme i regionen Auvergne-Rhône-Alpes i sydöstra Frankrike. Kommunen ligger i kantonen Tain-l'Hermitage som tillhör arrondissementet Valence. År 2022 hade Serves-sur-Rhône 737 invånare.

## Befolkningsutveckling
Antalet invånare i kommunen Serves-sur-Rhône
Referens:INSEE